# Chrysler VZ-6
Die Chrysler VZ-6 war ein experimentelles VTOL-Flugzeug des US-amerikanischen Herstellers Chrysler Corporation aus den 1950er Jahren.

## Geschichte
Mitte der 1950er Jahre untersuchte die US Army die potentiellen Einsatzmöglichkeiten von VTOL-Geräten, die in Kampfzonen die Aufgaben von Hubschraubern übernehmen könnten, aber einfacher und billiger herzustellen sein sollten. Zu den interessantesten dieser alternativen Flugzeuge gehörten eine Reihe von leichten Luftfahrzeugen, die nach Ansicht der Army die Vielseitigkeit und leichte Handhabbarkeit eines Jeeps mit der Möglichkeit verbinden sollte, gefährliches oder schwieriges Terrain überfliegen zu können. Die Planung sah ein einfaches, robustes und leicht zu bedienendes Fahrzeug vor, das sowohl den Schwebflug beherrschen als sich auch im Vorwärtsflug mit einer ausreichenden Geschwindigkeit in geringer Höhe bewegen sollte. Konkret war für Flüge über mehrere Stunden der Transport einer Nutzlast von 450 kg in einer Marschflughöhe von 1,5 bis 3,6 m (5 bis 12 ft) gefordert.
Die Anfrage der US Army veranlasste einige Unternehmen, entsprechende Vorschläge einzureichen. Anfang 1957 erhielten die Chrysler Corporation, Curtiss-Wright und Piasecki jeweils einen Vertrag zur Entwicklung von Prototypen.
Chryslers Beitrag in dem Flying Jeep Wettbewerb war ein einsitziges Luftfahrzeug, bei dem ein Lycoming-Kolbenmotor zwei Mantelpropeller antrieb. Der sehr einfache Grundriss war rechteckig mit abgerundeten Ecken. Die Form wurde spöttisch auch als einem „Stück Seife“ ähnlich bezeichnet. Das Triebwerk befand sich in der Fahrzeugmitte etwas nach rechts versetzt, während links davon der „Pilot“ saß. Ein Propeller befand sich vor und der andere hinter dem Piloten. Rund um das Fahrzeug waren am unteren Rand Gummischürzen angebracht, die dafür sorgten sollten, dass, ähnlich wie bei einem Luftkissenfahrzeug, das von den Propellern erzeugte Luftpolster erhalten bleibt. Der Antrieb für den Vorwärtsflug ergab sich durch Neigen des Fahrzeugbugs zusammen mit einer Ablenkung des Luftstroms durch in der Propellerummantelung eingebaute, bewegliche Leitbleche.
Ende 1958 übernahm die US Army zwei VZ-6-Prototypen mit den Seriennummern 58-5506 und 5507, wonach Anfang 1959 erste noch gefesselte Schwebeflugversuche begannen. Es zeigte sich schnell, dass mit einer Startmasse von 1100 kg und 500 PS Leistung die VZ-6 deutlich zu schwach motorisiert war. Hinzu kam eine Instabilität um die Längsachse, die dazu führte, dass beim ersten ungefesselten Flug des ersten Prototyps sich dieser überschlug. Zwar erlitt der Pilot keine ernsthaften Verletzungen, das Fahrzeug war jedoch ein wirtschaftlicher Totalschaden. Die US Army entschied sich daraufhin für die Einstellung der Entwicklung und beide Prototypen wurden verschrottet.

## Technische Daten
| Kenngröße                           | Daten                                                                                              |
| ----------------------------------- | -------------------------------------------------------------------------------------------------- |
| Besatzung                           | 1                                                                                                  |
| Länge                               | 6,55 m                                                                                             |
| Höhe (bis Spitze des Pilotensitzes) | 1,57 m                                                                                             |
| Propellerdurchmesser                | 2,59 m                                                                                             |
| max. Startmasse                     | 1088 kg                                                                                            |
| Triebwerke                          | 1 × Lycoming-Kolbenmotor mit 500 PS (ca. 370 kW) (Typ unbestimmt, wahrscheinlich Lycoming O-580-1) |